# ハリソン内科学

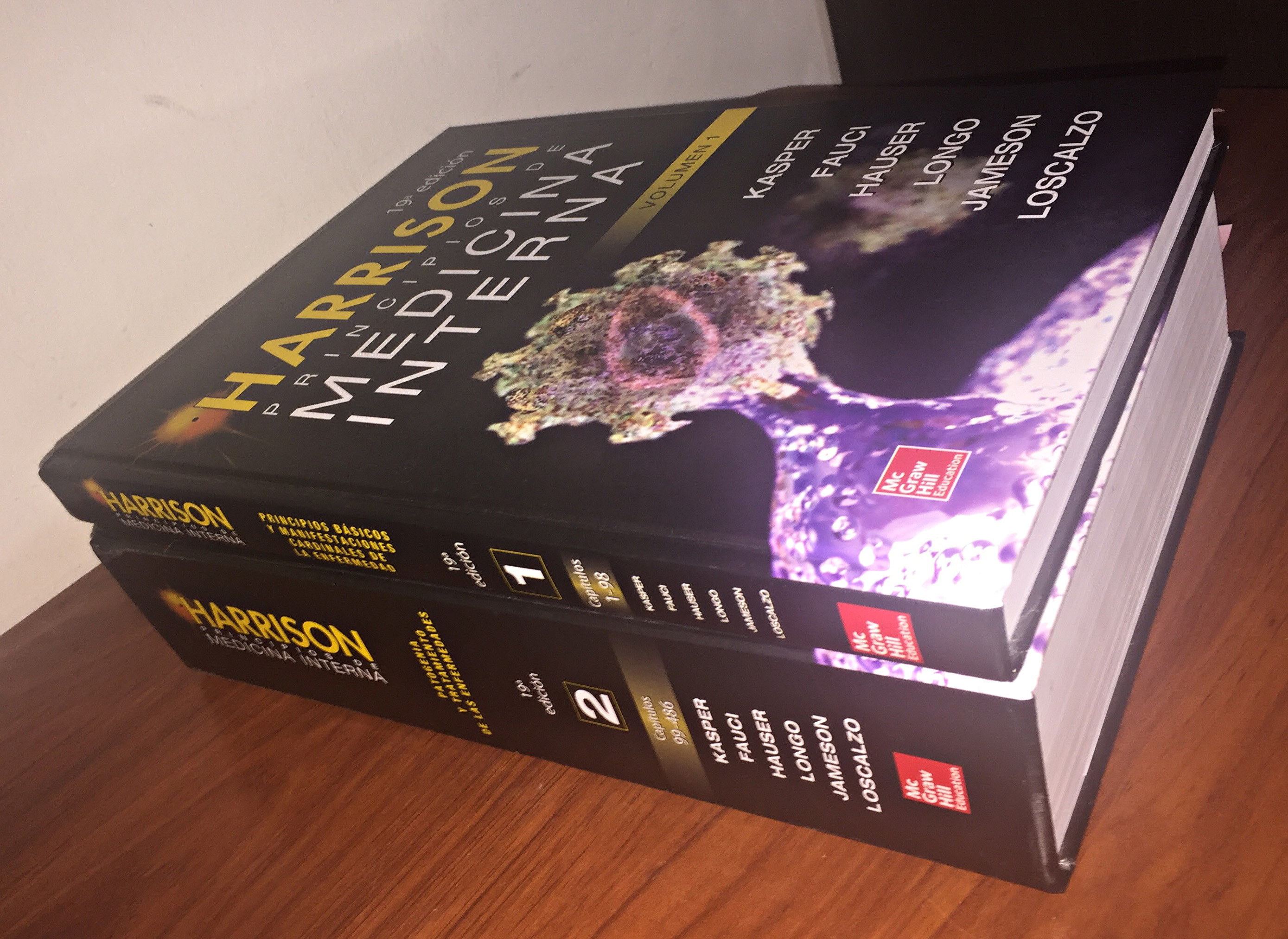
スペイン語翻訳のハリソン内科学第19版

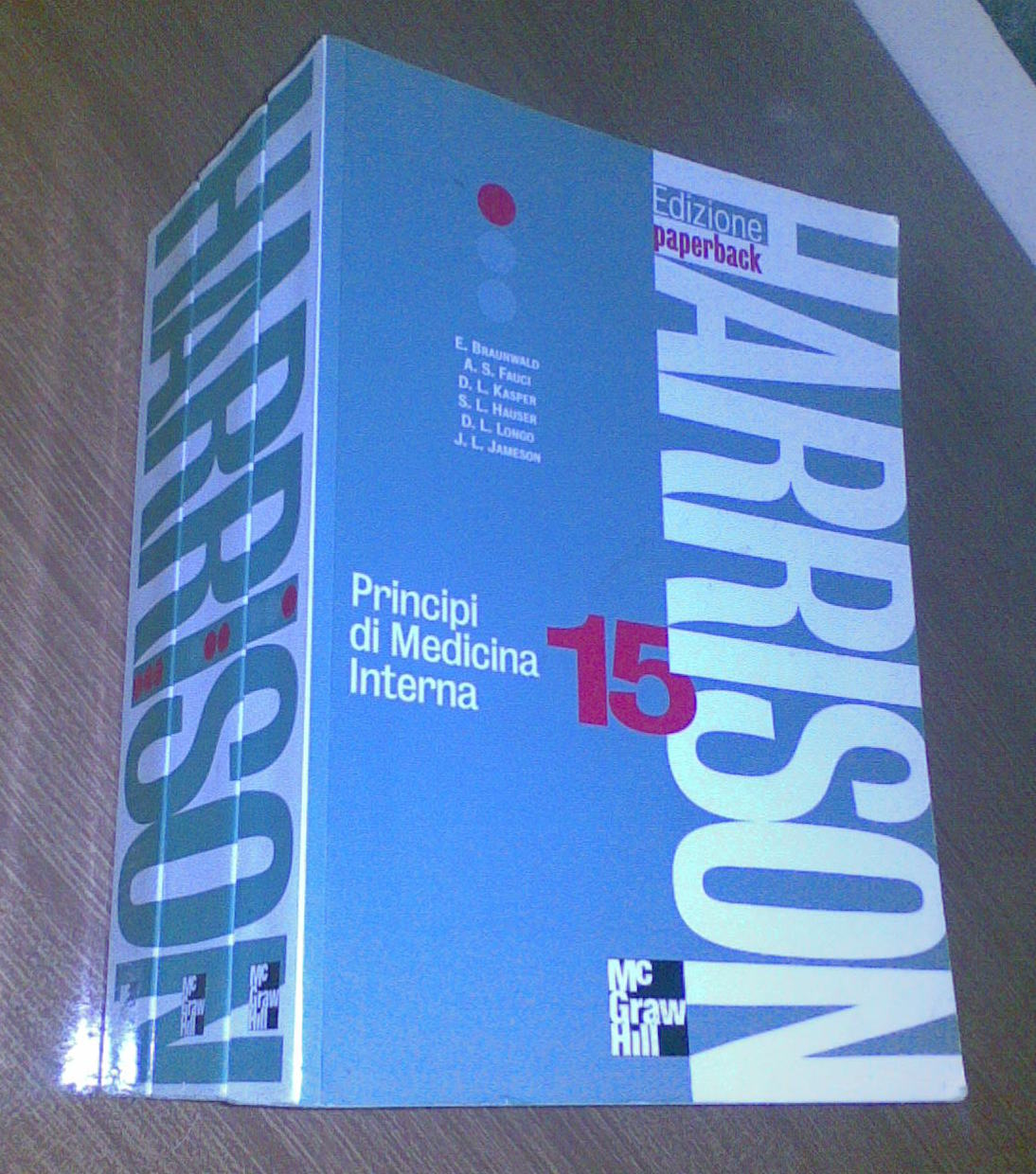
ハリソン内科学イタリア語版

ハリソン内科学 (Harrison's Principles of Internal Medicine) はアメリカで発行されている内科学の教科書である。1950年に最初の版が出版され、2018年1月現在第19版が最新版である。医療従事者に使用されている内科学の教科書として最も評価されている本である。日本では株式会社メディカル・サイエンス・インターナショナルより翻訳版が発売されている。